# Mehmed al III-lea
Mehmed al III-lea Adli (turcă otomană: محمد ثالث Meḥmed-i sālis, turcă: III. Mehmet), (n. 26 mai 1566, Manisa, Turcia – d. 22 decembrie 1603, Constantinopol, Imperiul Otoman) a fost un sultan al Imperiului Otoman din 1595 până la moartea sa.

## Biografie
Mehmed al III-lea a rămas notoriu chiar și în istoria otomană pentru că a avut nouăsprezece frați și pe jumătate dintre ei i-a executat pentru a-și asigura domnia.
A murit în Palatul Topkapi din Constantinopol.  